# Anselm Leo Polák
Anselm Leo Polák (8. dubna 1883 Dolní Životice – 17. října 1942 koncentrační tábor Jasenovac, obec Gradina Donja (bs), dnes Bosna a Hercegovina (v té době Nezávislý stát Chorvatsko) byl katolický kněz a člen Německého řádu, mučedník nacistické totality

## Život
Leo Polák se narodil 8. dubna 1883 v Dolních Životicích na Opavsku Aloisovi a Petronile Polákovým jako druhý syn ze dvanácti dětí. Rozhodl se pro kněžství v řeholním společenství Německého řádu, v roce 1904 vstoupil do noviciátu, o rok později dne 14. září 1905 složil první sliby a přijal řeholní jméno Anselm. Následně pokračoval v řeholní a kněžské formaci. Nejprve v letech 1905–1908 studoval teologii v Brixenu, pak v letech 1908–1910 v Lublani. Zde ve středu 22. září 1909 složil věčné sliby a také byl ve čtvrtek 14. července 1910 vysvěcen na kněze, v úterý 19. července 1910 sloužil v Opavě primiční mši svatou.
Jako člen Německého řádu podléhal obedienci velmistra. Ten poslal mladého kněze české národnosti do slovanského prostředí – do Slovinska, kde Německý řád vykonával mezi Slovinci ve svěřených farnostech  lublaňské diecéze duchovní správu. P. Polák nejprve devět let působil jako kaplan: jeden rok ve farnosti sv. Petra v městečku Črnomelj v jihovýchodním Slovinsku, následující rok ve farnosti sv. Jakuba v Ormoži na východě Slovinska na hranicích s Chorvatskem v Dolním Štýrsku a dalších sedm let cca 10 km od svého prvního působiště v jihovýchodním Slovinsku, a to ve farnosti sv. Štěpána v obci Semič.
V roce 1919 se vrátil zpět na východ Slovinska do ormožského okresu, kde byl jmenován duchovním správcem v obci Miklavže pri Ormožu. V této malé zemědělské a vinařské vesnici prožil jako farář 22 let svého života.
Jako duchovní správce farního společenství křtil, zpovídal, sloužil mše svaté, oddával, zaopatřoval nemocné a staré a také pohřbíval. Ve farnosti rozvíjel úctu k Nejsvětějšímu Srdci Páně a k Neposkvrněnému Srdci Panny Marie, prohluboval v jemu svěřených duších eucharistickou zbožnost skrze časté a stavovské svaté přijímání. Velmi dbal na krásu liturgie a své farníky zapojoval, ba přímo vtahoval do jejího spoluprožívání ať už sborovým nebo lidovým zpěvem. V roce 1934 organizoval ve své farnosti také lidové misie.
V blízkosti kostela sv. Mikuláše nechal postavit komunitní centrum a vytvořil tak prostor pro společenský život v obci. Kromě jiného zde zřídil knihovnu a také tu probíhaly zkoušky nejen chrámového sboru, ale také tamburašského souboru, k jehož vzniku dal zakládající ideový i materiální impuls.
Vše se změnilo s útokem Německa a jeho spojenců na Jugoslávii dne 6. dubna 1941. Po kapitulaci Jugoslávie byla část území dnešního Slovinska přičleněna do Německé říše a nová vládnoucí moc začala germanizaci místních obyvatel. Slovinští kněží působící mezi slovinským obyvatelstvem se uchýlili na území nově vzniklého Chorvatského státu. Dne 21. srpna tak učinil i P. Anselm Polak. Uchýlil se do Chorvatska do Velikeho Trgovisca a později – když začalo zatýkání slovinských kněží i na chorvatské straně – odešel a ukryl se v klášteře františkánů ve Varaždinu. Informace o jeho přítomnosti se dostala na veřejnost a on byl 6. září 1942 zatčen na ulici. Spolu s pěti zatčenými slovinskými kněžími a dalšími vězni byl deportován do koncentračního tábora Jasenovac, nacházejícího se cca 160 km jižně na bosensko-chorvatské hranici na levém břehu řeky Sávy. Transport dorazil na určené místo 20. září 1942. V krutých podmínkách tohoto tábora strávil necelé čtyři týdny. Dne 17. října 1942 byl 59letý kněz P. Anselm odveden z koncentračního tábora a spolu s čtyřmi kněžími a dalšími vězni byl na břehu řeky Sávy zavražděn.

## Pamětní deska

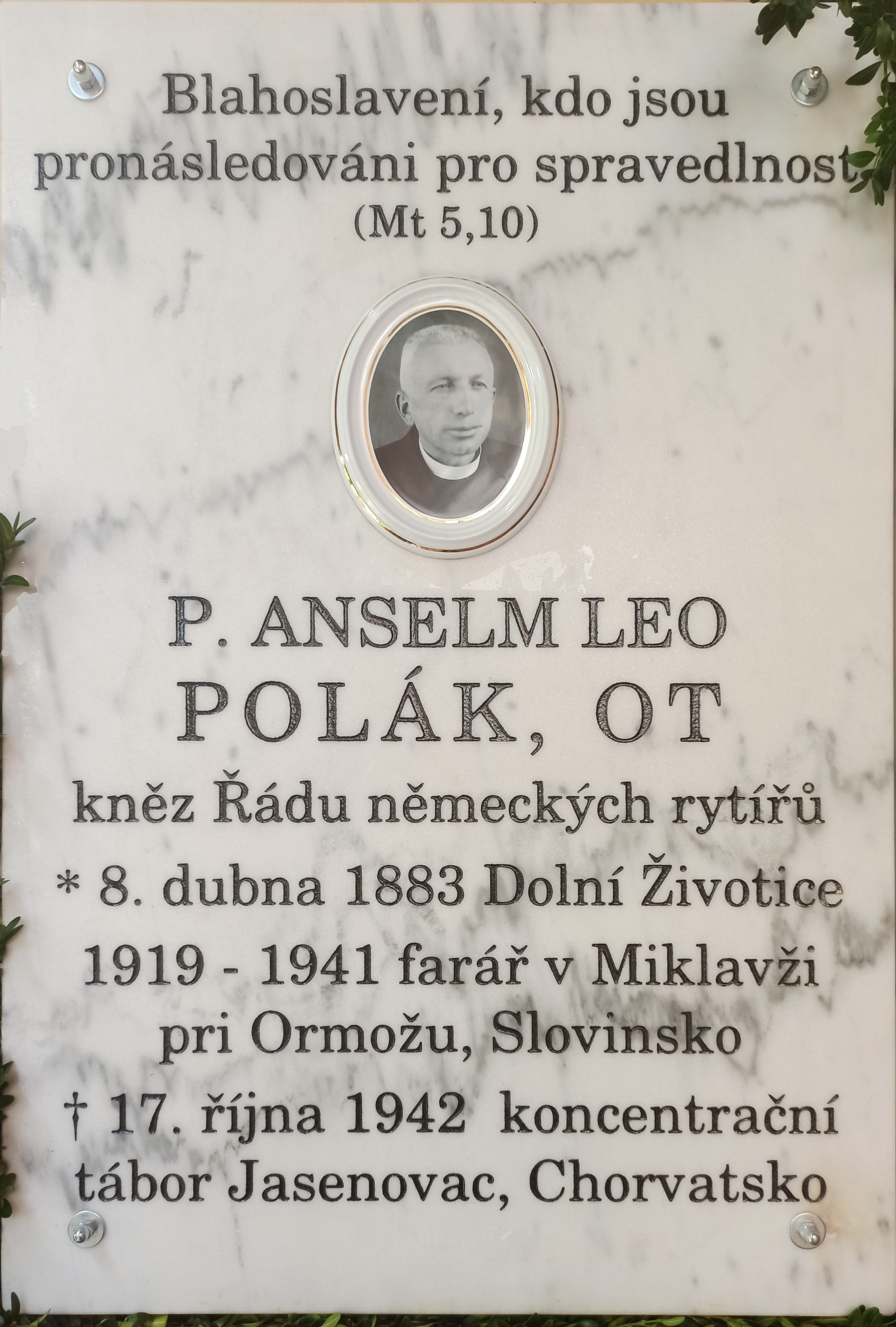
Pamětní deska
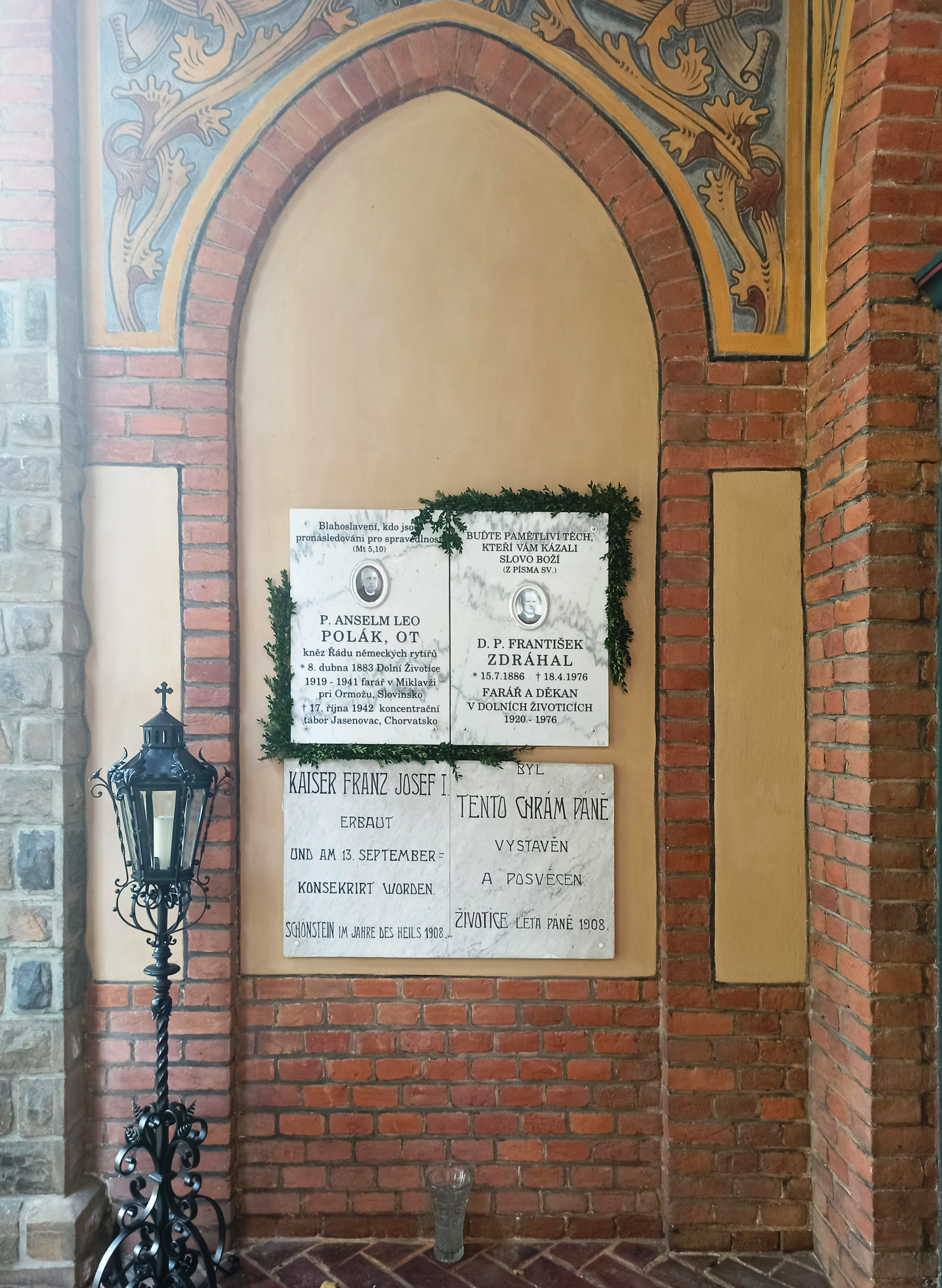
Předsíň kostela v Dolních Životicích